# Ashen (Essex)
 (avril 2023).
Pour les articles homonymes, voir Ashen.
Ashen est un village et une paroisse civile de l'Essex, en Angleterre.